# Théodore Godefroy
Pour les articles homonymes, voir Godefroy.
Théodore Godefroy, né à Genève le 14 juillet 1580 et mort le 16 octobre 1649 à Münster, est un historien et diplomate français.

## Biographie
Fils de Denys Godefroy, il se consacre à la recherche historique et s'installe à Paris en 1602. Il y abjure alors le protestantisme et devient historiographe de France (1632) puis conseiller d'État et chargé d'affaires à Münster. 
Il est le père de Denis Godefroy.

## Œuvres
Pendant 30 ans il travaille au Cérémonial de France qui sera publié en 1619. Outre des éditions de Juvénal des Ursins, de Claude de Seyssel et de Jehan d'Authon, on lui doit aussi :
- Mémoires concernant la préséance des rois de France sur les rois d'Espagne, 1613 et 1618
- De la véritable origine de la maison d'Autriche, 1624
- Généalogie des ducs de Lorraine, 1624